# Васильківська сільська рада (Шполянський район)
Василькі́вська сільська́ ра́да — адміністративно-територіальна одиниця та орган місцевого самоврядування у Шполянському районі Черкаської області. Адміністративний центр — село Васильків.

## Загальні відомості
- Населення ради: 2 356 осіб (станом на 2001 рік)

## Населені пункти
Сільській раді були підпорядковані населені пункти:
- с. Васильків

## Склад ради
Рада складалася з 16 депутатів та голови.
- Голова ради: Дубина Іван Михайлович
- Секретар ради: Лобачева Варвара Андріївна

### Керівний склад попередніх скликань
| Прізвище, ім'я, по батькові    | Основні відомості                                                         | Дата обрання | Дата звільнення |
| ------------------------------ | ------------------------------------------------------------------------- | ------------ | --------------- |
| Тертичний Анатолій Миколайович | Сільський голова, 1963 року народження, член Народної партії              | 26.03.2006   | 31.10.2010      |
| Дубина Іван Михайлович         | Сільський голова, 1969 року народження, освіта вища, член Партії регіонів | 31.10.2010   |                 |

Примітка: таблиця складена за даними сайту Верховної Ради України

### Депутати
За результатами місцевих виборів 2010 року депутатами ради стали:

#### За суб'єктами висування
| Суб'єкт висування | Кількість обраних депутатів | %    |
| ----------------- | --------------------------- | ---- |
| Партія регіонів   | 9                           | 56,3 |
| Самовисування     | 7                           | 43,8 |

#### За округами
| № округу        | Прізвище, ім'я, по батькові    | Дата визнання обраним | Освіта  | Партійна приналежність | Відомості про обраного депутата                     |
| --------------- | ------------------------------ | --------------------- | ------- | ---------------------- | --------------------------------------------------- |
| Партія регіонів |                                |                       |         |                        |                                                     |
| 3               | Кулик Тетяна Василівна         | 01.11.2010            | вища    | член Партії регіонів   | Васильківський професійний ліцей, директор          |
| 4               | Титаренко Володимир Васильович | 01.11.2010            | вища    | член Партії регіонів   | ВАТ «Васильківський цегельний завод», водій         |
| 5               | Несміян Світлана Максимівна    | 01.11.2010            | вища    | член Партії регіонів   | тимчасово не працює                                 |
| 7               | Лихенко Тетяна Левківна        | 01.11.2010            | вища    | член Партії регіонів   | Васильківський навчально-виховний комплекс, вчитель |
| 8               | Бабенко Людмила Антонівна      | 01.11.2010            | вища    | член Партії регіонів   | Васильківський професійний ліцей, викладач          |
| 10              | Фуркало Василь Васильович      | 01.11.2010            | вища    | позапартійний          | приватний підприємець                               |
| 11              | Бакалина Микола Михайлович     | 01.11.2010            | вища    | член Партії регіонів   | Васильківський навчально-виховний комплекс, вчитель |
| 15              | Різник Надія Василівна         | 01.11.2010            | вища    | член Партії регіонів   | Васильківський навчально-виховний комплекс, вчитель |
| 16              | Совгиря Станіслав Васильович   | 01.11.2010            | вища    | член Партії регіонів   | приватний підприємець                               |
| Самовисування   |                                |                       |         |                        |                                                     |
| 1               | Афонін Сергій Віталійович      | 01.11.2010            | середня | позапартійний          | тимчасово не працює                                 |
| 2               | Рисак Таїса Андріївна          | 01.11.2010            | вища    | позапартійна           | приватний підприємець                               |
| 6               | Лобачева Варвара Андріївна     | 01.11.2010            | вища    | позапартійна           | Васильківська сільська рада, секретар               |
| 9               | Фесун Майя Миколаївна          | 01.11.2010            | вища    | позапартійна           | Васильківська сільська рада, головний бухгалтер     |
| 12              | Кичатий Павло Васильович       | 01.11.2010            | середня | позапартійний          | тимчасово не працює                                 |
| 13              | Стеценко Іван Степанович       | 01.11.2010            | вища    | позапартійний          | Васильківська амбулаторія ЗПСМ, фельдшер            |
| 14              | Невмивака Володимир Васильович | 01.11.2010            | вища    | позапартійний          | тимчасово не працює                                 |